# Csávossy György
Csávossy György (Temesvár, 1925. június 20. – Nagyvárad, 2015. november 30.) romániai magyar költő, színműíró, mezőgazdasági szakíró, középiskolai és egyetemi oktató.

## Életpályája
A középiskolát szülővárosában a Piarista Gimnáziumban, a mezőgazdasági főiskolát Kolozsvárt végezte. 1953-ig a bihardiószegi szőlészeti szakiskolában, 1953-tól a csombordi mezőgazdasági líceumban tanított, Csombordról ment nyugdíjba, azután Nagyenyeden élt. 1955-től közölt verseket, Fütyörészve című kötete (1962) Hajdu Zoltán bevezetőjével a Forrás könyvsorozatban jelent meg.
Impresszionista fogantatású, képgazdag lírája az 1960-as évektől kezdett gondolatilag elmélyülni. Gyermekverskötetei: Vizes mese (1959); Biztató (1966). Könnyed vígjátékokat is írt; Komzsik Istvánnal közös komédiája, A fül 1967-ben Marosvásárhelyen és Szatmáron került bemutatásra, Édes méreg című keleti tárgyú verses-zenés vígjátékát 1970-ben Sepsiszentgyörgyön adták elő, melynek zenéjét Czakó Ádám írta. Megmódolásában igényesebb drámája a XIII. századi környezetben játszódó Patkánysíp (Igaz Szó 1970/10), amely meseszerű példázat a költői sorsról, az értelmiségi ember dilemmájáról; ezt Temesvárt mutatták be 1973-ban. Kemény Zsigmond regénye nyomán szerzett Özvegy és leánya című darabját 1977-ben a Kolozsvári Állami Magyar Színház vitte színre. A Román Rádió kolozsvári magyar adásában A bohóc és a halál című rádiójátékkal szerepelt.
A szőlészet és borászat tárgyköréből vett ismeretterjesztő, tudomány népszerűsítő írásokkal, cikksorozatokkal főként 1969-től jelentkezett a Falvak Dolgozó Népében.

## Kötetben megjelent szakmunkái
- Szőlőtermesztés (1957, társszerző Horváth Ödön, Mezei Sándor és Szász József)
- Borászat (1963, társszerző László Gyula és Mezei Sándor)
- Szőlészeti és borászati kézikönyv (társszerző Kovács Adorján és Mezei Sándor, 1974)
- Kertészeti növények védelme (társszerző Székely József, 1975)
- Volt egyszer egy iskola: csombordi emlékkönyv, 1935-1995 / összeáll. Fülöp István; szerk. Csávossy György és Cseke Péter.[4] Déva : Corvin, 1996. 296 p. : ill. (Csombordi emlékkönyv 1935-1996 ; Gerinccím: Visszaemlékezések) ISBN 973-97388-4-2
- Gondolatok a bortékában (1994, borászati kultúrtörténeti esszék)
- Jó boroknak szép hazája, Erdély (2002, szőlészet-borászati monográfia) Legjelentősebb, egyben pótolhatatlan munkája a Jó boroknak szép hazája, Erdély című, az erdélyi szőlészetet és borászatot a kezdetektől a változásokig feldolgozó nagymonográfiája. Páratlanul gazdag és fölülmúlhatatlan mű – tájtörténet, néptörténet, szellemtörténet, hallatlan dokumentáció és forrásmunka, de ugyanakkor mikrotörténet is, amely levéltári, okleveles forrásokkal egészen a dűlőtörténetetek kezdetéig visszanyúlik. (Ambrus Lajos).

## Kötetben megjelent szépirodalmi művei
- Fütyörészve (versek, Szépirodalmi Könyvkiadó, Bukarest), 1962
- Vizes mese (gyermekversek, Ifjúsági Könyvkiadó, Bukarest), 1959
- Biztató (gyermekversek, Ifjúsági Könyvkiadó, Bukarest), 1966
- Gondolatok a bortékában (esszék, Dacia Könyvkiadó, Kolozsvár), 1994
- Erdélyi Requiem (versek, Pro Agr. Hungariae Alap, Gödöllő), 1995
- Ilyenkor ősszel (versek, Gazda kiadó, Kolozsvár), 2000
- Édes méreg (három színmű, Erdélyi Gondolat Könyvkiadó, Székelyudvarhely), 2002
- A bor dicsérete (válogatás a 80 éves szerző munkáiból, Mentor Kiadó, Marosvásárhely), 2005
- Hervadás havában (versek, Irodalmi Jelen Könyvek, Arad), 2006
- Magyarán a borról (esszék, versek, Mezőgazda Kiadó, Budapest), 2006
- Borászat; Mentor, Marosvásárhely, 2006
- Hív a harang; Mentor, Marosvásárhely, 2009
- Erdélyi-Hegyalja, a borok hazája; Kortárs, Bp., 2016 (Borozgató magyarok)

## Színházi bemutatók, rádiójátékok[5]
- A fül (vígjáték, társszerző: Komzsik István) – Marosvásárhelyi Állami Színház, 1967; Szatmári Állami Magyar Színház, 1967
- Édes méreg (verses vígjáték) – Sepsiszentgyörgyi Állami Magyar Színház, 1970
- Patkánysíp (dráma) – Temesvári Állami Magyar Színház, 1973
- Özvegy és Leánya (dráma) – Kolozsvári Állami Magyar Színház, 1977
- Év végi négykezes (komédia) – Marosvásárhelyi Nemzeti Színház, 1981
- Ki mint veti ágyát (zenés vígjáték) – Temesvári Állami Magyar Színház, 1981
- Önarckép lilában (dráma) – Nagyváradi Állami Színház, 1982
- Front atmosferic (Frontátvonulás, dráma – ford. Gelu Păteanu) – Giulești Színház, Bukarest, 1985
- A bohóc és a halál (rádiójáték) – Kolozsvári Rádió, 1974

## Díjak, elismerések
- Aranytoll (2001)
- Petőfi Sándor Sajtószabadság-díj (2001)
- A Magyar Köztársasági Érdemrend lovagkeresztje (2009. március)[7]